# 125-й Нью-Йоркский пехотный полк
125-й Нью-Йоркский добровольческий пехотный полк (англ. 125th New York Volunteer Infantry Regiment), — один из пехотных полков армии Союза во время Гражданской войны в США. Полк был сформирован в июле 1862 года, попал в плен после капитуляции Харперс-Ферри, впоследствии был отпущен по обмены и участвовал во многих сражениях на востоке вплоть до Аппоматтокса. В ходе сражения при Геттисберге полк был задействован в отражении атаки корпуса Лонгстрита. Полк был расформирован 5 июня 1865 года, а некоторые его рядовые переведены в 4-й артиллерийский полк регулярной армии.

## Формирование
28 июля 1862 года полковник Джон Грисволд был уполномочен набрать полк в округе Ренсселер. Впоследствии он уволился и его место 15 августа занял полковник Джордж Уиллард. Полк был сформирован в городке Трой и 27 — 29 августа принял на службу в армию США на срок службы в 3 года. Рота «А» была набрана в Хусик-Фолс, роты «B», «D» и «H» в Трой, рота «C» в Ленсинберге, Трой, Сэндлейке Питтстоне и Шахтикуке, рота «E» в Сендлейке, Стивентне, Нассау и Хогс-Корнер, рота «F» в Трой и Постенкилле, роты «G» и «I» в Трой и Нью-Йорке, а рота «K» в Шахтикуке и Трой. Командиром полка стал Уиллард, подполковником — Левин Кренделл, Майором — Джеймс Буш.

## Боевой путь

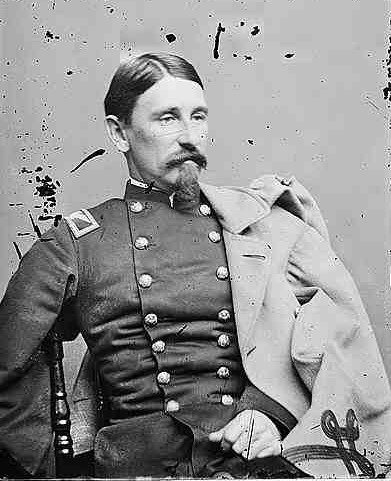
Полковник Джордж Уиллард

31 августа полк покинул штат и направился в Балтимор, 2 сентября был направлен в Мартинсберг откуда отведён 11 сентября в Харперс-Ферри и включён в отряд Диксона Майлза. 12- 13 сентября полк участвовал в обороне Харперс-Ферри, защищая Мерилендские высоты, а 14 — 15 сентября — Боливарские высоты. 15 сентября гарнизон Харперс-Фери сдался Томасу Джексону. Полк был условно освобождён и 16 сентября отправлен в Аннаполис, откуда направлен в лагерь Кэмп-Дуглас для временного содержания вплоть до обмена. В лагере полк использовался для охраны заключённых.
22 ноября полк был формально освобождён по обмену и отправлен в Вашингтон, а затем — в лагерь на Арлингтонских высотах. В феврале он был включён в дивизию Эберкомби 22-го корпуса, а 25 июня 1863 года включён в 3-ю бригаду 3-й дивизии (Александра Хайса) II корпуса Потомакской армии. Полковник Уиллард возглавил бригаду, передав полк подполковнику Кренделлу.
2 июля 1863 года полк участвовал в сражении при Геттисберге. Когда южане бригады Барксдейла захватили федеральные позиции у Персикового Сада, генерал Хэнкок лично повёл бригаду Уилларда в контрнаступление. Бригада была построена в две линии: 125-й стоял в первой линии левым, а 126-й — правым. 111-й и 39-й нью-йоркские стояли во второй линии. Бригада была единственным препятствием на пути наступающих южан Барксдейла. В ходе этой атаки погиб полковник Уиллард. Из 500 участников атаки 26 было убито, 104 ранено, 9 пропало без вести (итого 139 человек). После сражения Левис Кренделл был повышен до полковника и возглавил полк.